# لوزيان
لوزيان Luzianne هي علامة تجارية للعديد من المشروبات والبضائع من ضمنها القهوة والشاي المثلج، في  الولايات المتحدة .
ورغم أن منتجاتها متوفرة في كافة أنحاء البلاد إلا أن شعبيتها الكبيرة تبقى أكبر في الولايات الجنوبية.
وتتبع تلك العلامة شركة ريلي فودز، ومقرها نيو أورليانز في لويزيانا.
وفي عام 2017 احتلت المرتبة الثانية ضمن أكبر بائعي الشاي في الولايات المتحدة، بمبيعات قدرها 200 مليون دولار سنوياً.